# Liste der Monuments historiques in Riel-les-Eaux
Die Liste der Monuments historiques in Riel-les-Eaux führt die Monuments historiques in der französischen Gemeinde Riel-les-Eaux auf.

## Liste der Immobilien
| Bezeichnung                       | Beschreibung                                                         | Standort                  | Kennzeichnung | Schutzstatus | Datum | Bild           |
| --------------------------------- | -------------------------------------------------------------------- | ------------------------- | ------------- | ------------ | ----- | -------------- |
| Zisterzienserscheune von Beaumont | Scheune der Grangie Beaumont des Klosters Clairvaux, 13. Jahrhundert | nördlich des Ortes (Lage) | PA00112774    | Inscrit      | 1991  | weitere Bilder |